# Tensor (definición intrínseca)
En matemáticas, el enfoque teórico moderno sin componentes considera un tensor como un ente abstracto y concreto que expresa algún tipo definido de aplicación multilineal. Sus propiedades pueden derivarse de la definición general de aplicación lineal; y las reglas para la manipulación de tensores surgen como una extensión del álgebra lineal al álgebra multilineal.

## Introducción
En geometría diferencial, una declaración geométrica intrínseca puede ser descrita por un campo tensorial en un variedad, y entonces no es necesario hacer referencia a coordenadas en absoluto. Lo mismo ocurre en relatividad general, con los campos tensoriales que describen un propiedad física. El enfoque sin componentes también se utiliza ampliamente en álgebra abstracta y álgebra homológica, donde los tensores surgen de forma natural.
Nota: Este artículo supone una comprensión del producto tensorial de espacios vectoriales sin bases elegidas. Puede encontrarse una descripción general del tema en el artículo principal dedicado a los tensores.

## Definición mediante productos tensoriales de espacios vectoriales
Dado un conjunto finito {V1, ..., Vn } de espacios vectoriales sobre un cuerpo F común, se puede formar su producto tensorial V1 ⊗ ... ⊗ Vn, y se denomina tensor a cualquier elemento de este producto tensorial.
Un tensor en el espacio vectorial V se define entonces como un elemento de (es decir, un vector en) un espacio vectorial de la forma:
{\displaystyle V\otimes \cdots \otimes V\otimes V^{*}\otimes \cdots \otimes V^{*}}
donde V∗ es el espacio dual de V.
Si hay m copias de V y n copias de V∗ en el producto considerado, se dice que el tensor es de tipo (m, n) y contravariante de orden m y covariante de orden n y de orden total m + n. Los tensores de orden cero son solo los escalares (elementos del cuerpo F), los de orden contravariante 1 son los vectores en V, y los de orden covariante 1 son las formas lineales en V∗ (por esta razón, los elementos de los dos últimos espacios suelen denominarse vectores contravariantes y covariantes). El espacio de todos los tensores del tipo (m, n) se denota por
{\displaystyle T_{n}^{m}(V)=\underbrace {V\otimes \dots \otimes V} _{m}\otimes \underbrace {V^{*}\otimes \dots \otimes V^{*}} _{n}.}
Ejemplo 1. El espacio de tensores del tipo (1, 1), {\displaystyle T_{1}^{1}(V)=V\otimes V^{*},} es isomorfo de manera natural con el espacio de la aplicación lineal de V sobre V.
Ejemplo 2. Una forma bilineal en un espacio vectorial real V, {\displaystyle V\times V\to F,} corresponde de forma natural a un tensor del tipo (0, 2) en {\displaystyle T_{2}^{0}(V)=V^{*}\otimes V^{*}.}. Se puede definir un ejemplo de dicha forma bilineal como el tensor métrico asociado, que normalmente se denota como g.

## Rango tensorial
Un tensor simple (también llamado tensor de rango uno, tensor elemental o tensor descomponible (Hackbusch, 2012, pp. 4)) es un tensor que se puede escribir como producto de tensores de la forma
{\displaystyle T=a\otimes b\otimes \cdots \otimes d}
donde a, b, ..., d son distintos de cero y pertenecen a V o a V∗; es decir, un tensor es simple si es distinto de cero y completamente factorizable. Todo tensor se puede expresar como una suma de tensores simples. El rango de un tensor T es el número mínimo de tensores simples que suman T (Bourbaki, 1989, II, §7, no. 8).
El elemento cero tiene rango cero. Un tensor de orden 0 o 1 distinto de cero siempre tiene rango 1. El rango de un tensor de orden 2 o superior distinto de cero es menor o igual al producto de las dimensiones de todos los vectores excepto los de mayor dimensión en (una suma de productos de) que se puede expresar el tensor, que es dn−1 cuando cada producto es de n vectores de un espacio vectorial de dimensión finita de dimensión d.
El término rango de un tensor amplía la noción de rango en el álgebra lineal, aunque el término también se utiliza a menudo para referirse al orden (o grado) de un tensor. El rango de una matriz es el número mínimo de vectores columna necesarios para abarcar el rango de la matriz. Por lo tanto, una matriz tiene rango uno si puede escribirse como el producto externo de dos vectores distintos de cero:
{\displaystyle A=vw^{\mathrm {T} }.}
El rango de una matriz A es el número más pequeño de productos externos que se pueden sumar para producirla:
{\displaystyle A=v_{1}w_{1}^{\mathrm {T} }+\cdots +v_{k}w_{k}^{\mathrm {T} }.}
En índices, un tensor de rango 1 es un tensor de la forma
{\displaystyle T_{ij\dots }^{k\ell \dots }=a_{i}b_{j}\cdots c^{k}d^{\ell }\cdots .}
El rango de un tensor de orden 2 concuerda con el rango cuando el tensor se considera como una matriz (Halmos, 1974, §51), y puede determinarse por ejemplo a partir de la eliminación de Gauss-Jordan. Sin embargo, el rango de un tensor de orden 3 o superior suele ser muy difícil de determinar, y las descomposiciones de tensores de bajo rango son a veces de gran interés práctico (de Groote, 1987). Las tareas computacionales como la multiplicación eficiente de matrices y la evaluación eficiente de polinomios pueden reformularse como el problema de evaluar simultáneamente un conjunto de formas bilineales
{\displaystyle z_{k}=\sum _{ij}T_{ijk}x_{i}y_{j}}
para las entradas dadas xi y yj. Si se conoce una descomposición de bajo rango del tensor T, entonces se conoce una estrategia de evaluación eficiente como (Knuth, 1998, pp. 506–508).

## Propiedad universal
El espacio {\displaystyle T_{n}^{m}(V)} se puede caracterizar por una propiedad universal en términos de aplicaciones multilineales. Entre las ventajas de este enfoque está que ofrece una manera de mostrar que muchas asignaciones lineales son naturales o geométricas (en otras palabras, son independientes de cualquier elección de base). En consecuencia, se puede escribir información computacional explícita usando bases, y este orden de prioridades puede ser más conveniente que demostrar que una fórmula da lugar a una aplicación natural. Otro aspecto es que los productos tensoriales no se utilizan solo para los módulos libres, y el enfoque universal se aplica con mayor facilidad a situaciones más generales.
Una función con valores escalares en un producto cartesiano (o suma directa) de espacios vectoriales
{\displaystyle f:V_{1}\times \cdots \times V_{N}\to F}
es multilineal si es lineal en cada argumento. El espacio de todas las asignaciones multilineales desde V1 × ... × VN a W se denota LN(V1, ..., VN; W). Cuando N=1, una aplicación multilineal es simplemente una aplicación lineal ordinaria, y el espacio de todas las aplicaciones lineales desde V a W se denota como L(V; W).
La caracterización universal del producto tensorial implica que, para cada función multilineal
{\displaystyle f\in L^{m+n}(\underbrace {V^{*},\ldots ,V^{*}} _{m},\underbrace {V,\ldots ,V} _{n};W)}
(donde {\displaystyle W} puede representar el cuerpo de los escalares, un espacio vectorial o un espacio tensorial) existe una función lineal única
{\displaystyle T_{f}\in L(\underbrace {V^{*}\otimes \cdots \otimes V^{*}} _{m}\otimes \underbrace {V\otimes \cdots \otimes V} _{n};W)}
tal que
{\displaystyle f(\alpha _{1},\ldots ,\alpha _{m},v_{1},\ldots ,v_{n})=T_{f}(\alpha _{1}\otimes \cdots \otimes \alpha _{m}\otimes v_{1}\otimes \cdots \otimes v_{n})}
para todos los {\displaystyle v_{i}\in V} y {\displaystyle \alpha _{i}\in V^{*}.}
Usando la propiedad universal, se deduce que, cuando V es de dimensión finita, el espacio de tensores (m,n) admite una transformación natural
{\displaystyle T_{n}^{m}(V)\cong L(\underbrace {V^{*}\otimes \cdots \otimes V^{*}} _{m}\otimes \underbrace {V\otimes \cdots \otimes V} _{n};F)\cong L^{m+n}(\underbrace {V^{*},\ldots ,V^{*}} _{m},\underbrace {V,\ldots ,V} _{n};F).}
Cada V en la definición del tensor corresponde a un V* dentro del argumento de las aplicaciones lineales, y viceversa (téngase en cuenta que en el primer caso, hay m copias de V y n copias de V*, y en el último caso es al revés). En particular, se tiene que
{\displaystyle {\begin{aligned}T_{0}^{1}(V)&\cong L(V^{*};F)\cong V,\\T_{1}^{0}(V)&\cong L(V;F)=V^{*},\\T_{1}^{1}(V)&\cong L(V;V).\end{aligned}}}

## Campos tensoriales
En geometría diferencial, física e ingeniería, a menudo debe tratarse con campos tensoriales en variedades diferenciables. El término tensor se utiliza a veces como abreviatura de campo tensorial. Un campo tensorial expresa el concepto de tensor que varía de un punto a otro de la variedad.